# Austrogaster marthae
Austrogaster marthae är en svampart som beskrevs av Singer 1962. Austrogaster marthae ingår i släktet Austrogaster och familjen Paxillaceae.   Inga underarter finns listade i Catalogue of Life.